# Xavier Chavalerin
Xavier Chavalerin, född 7 mars 1991, är en fransk fotbollsspelare som spelar för Reims.

## Karriär
Chavalerin gjorde sin Ligue 2-debut för Tours den 30 juli 2012 i en 4–0-förlust mot Monaco, där han blev inbytt i halvlek mot Billy Ketkeophomphone. I juli 2015 gick Chavalerin till Red Star.
I juni 2017 värvades Chavalerin av Reims. Han gjorde sin Ligue 1-debut den 11 augusti 2018 i en 1–0-vinst över Nice.